# Woke

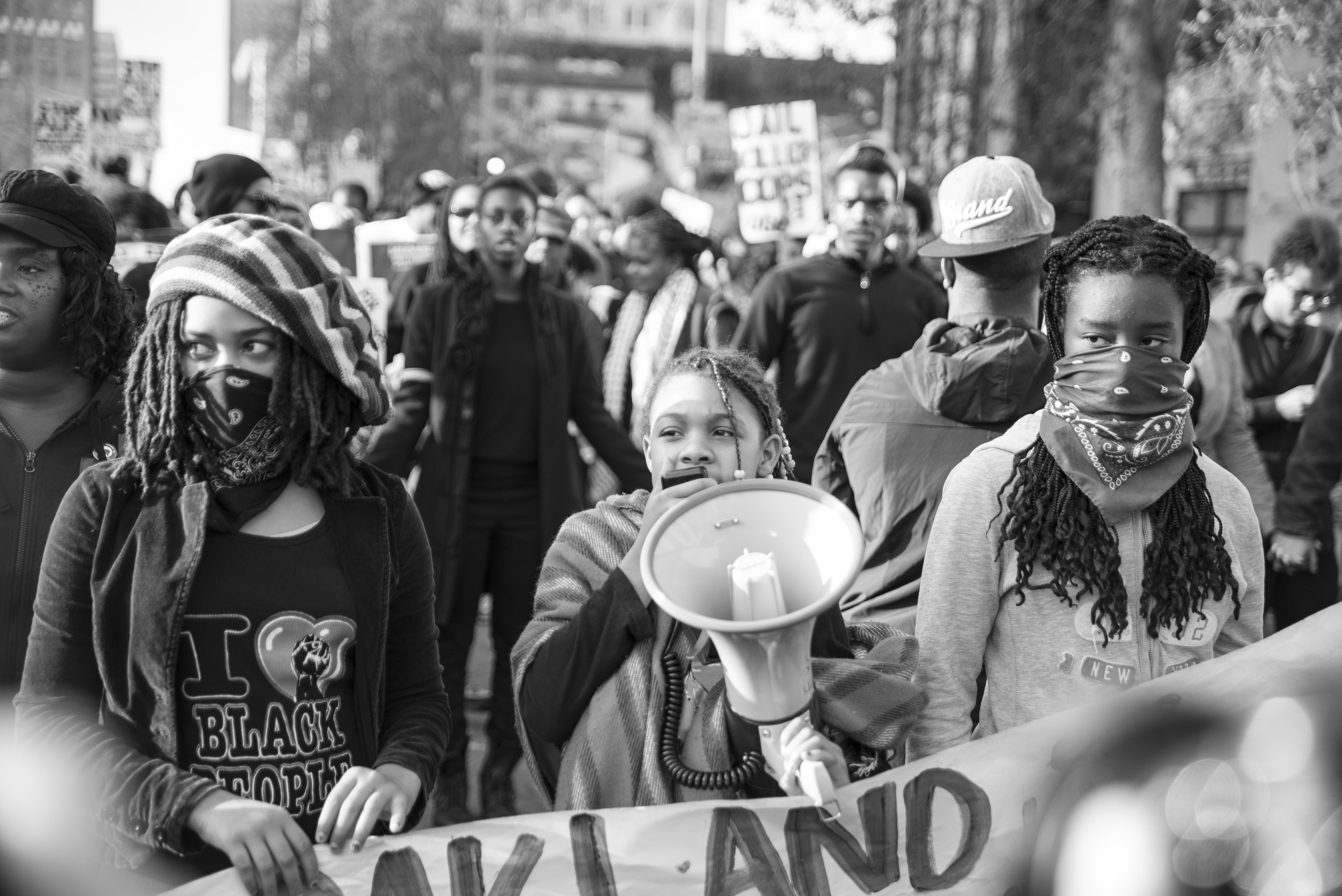
Protestos do movimento Black Lives Matter em Oakland em 2014. O movimento é responsável pelo uso generalizado da palavra woke.

Woke (pronúncia em inglês: ['wouk]), como um termo político de origem afro-americana, refere-se a uma percepção e consciência das questões relativas à justiça social e racial. O termo deriva da expressão do inglês vernáculo afro-americano "stay woke" (em português: mantenha-se acordado ou desperto), cujo aspecto gramatical se refere a uma consciência contínua dessas questões.
No final da década de 2010, woke foi adotado como uma gíria mais genérica, amplamente associada a políticas identitárias, causas socialmente liberais, feminismo, ativismo LGBT, cultura afro-americana e questões culturais (com os termos woke culture e woke politics também sendo usados). Tem sido alvo de memes, uso irônico e críticas. Seu uso generalizado desde 2014 é resultado do movimento Black Lives Matter.

## História

### Meados e final do século XIX
Os termos woke e wide awake (totalmente desperto) apareceram pela primeira vez na cultura política e nos anúncios políticos durante a eleição presidencial nos Estados Unidos em 1860 em apoio a Abraham Lincoln. O Partido Republicano cultivou o movimento para se opor principalmente à disseminação da escravidão, conforme descrito no movimento Wide Awakes.

### Início do século XX
Os dicionários Oxford registram uso precoce politicamente consciente em 1962 no artigo "If You're Woke You Dig It" por William Melvin Kelley no The New York Times e na peça de 1971 "Garvey Lives!" de Barry Beckham ("Tenho dormido toda a minha vida. E agora que o Sr. Garvey me acordou, vou ficar acordado. E vou ajudá-lo a acordar outros negros."). O próprio Garvey exortou seu público do início do século 20: "Acordem a Etiópia! Acordem a África!"
Anteriormente, J. Saunders Redding registrou um comentário de um funcionário afro-americano do sindicato United Mine Workers em 1940 ("Deixe-me dizer, amigo. Acordar é muito mais difícil do que dormir, mas ficaremos acordados por mais tempo."). Lead Belly usa o termo perto do final da gravação de sua canção "Scottsboro Boys" de 1938, ao explicar sobre o incidente homônimo, dizendo "Aconselho a todos que tenham um pouco de cuidado ao passar por lá, fiquem acordados, fiquem de olhos abertos".

### Contemporâneo
O primeiro uso moderno do termo "woke" aparece na música "Master Teacher" do álbum New Amerykah Part One (4th World War) (2008), da cantora de soul Erykah Badu. Ao longo da música, Badu canta a frase: "I stay woke". Embora a frase ainda não tivesse qualquer conexão com questões de justiça, a canção de Badu é creditada posteriormente com estas questões.
"Stay awoke" (ficar acordado), neste sentido, expressa o aspecto gramatical continuativo e habitual intensificado do inglês vernáculo afro-americano: em essência, estar sempre acordado, desperto ou sempre vigilante. David Stovall disse: "Erykah trouxe o termo à vida na cultura popular. Ele significa não ser aplacado, não ser anestesiado".

## Na cultura popular
Implícita no conceito de estar acordado está a ideia de que essa consciência deve ser conquistada. O rapper Earl Sweatshirt lembra de ter cantado "I stay woke" junto com a música de Erykah e de sua mãe recusando a música e respondendo: "Não, você não está". Em 2012, os usuários do Twitter, incluindo Erykah Badu, começaram a usar "woke" e "stay woke" em relação a questões de justiça social e racial e #StayWoke surgiu como uma hashtag amplamente usada. Badu incitou isso com o primeiro uso político da frase no Twitter; ela twittou em apoio ao grupo feminista de performance russo Pussy Riot: "A verdade não requer crença. Fique acordado. Observe com atenção. #FreePussyRiot".
A partir das mídias sociais e círculos ativistas, a palavra se espalhou de modo generalizado pelo uso da corrente dominante. Por exemplo, em 2016, o título de um artigo da Bloomberg Businessweek perguntava "Is Wikipedia Woke?" ["A Wikipédia é woke?"], em referência à base de colaboradores em grande parte brancos da enciclopédia online.

## Uso moderno
No final dos anos 2010, "woke" passou a indicar uma "paranoia saudável, especialmente sobre questões de justiça racial e política", foi adotado como uma gíria mais genérica e tem sido o assunto de memes. Por exemplo, a MTV News identificou-o como uma gíria adolescente importante para 2016. Na The New York Times Magazine, Amanda Hess levantou preocupações de que a palavra foi culturalmente apropriada, escrevendo, "O dilema está construído. Quando os brancos aspiram a obter pontos de consciência, eles caminham direto para a mira entre aliado e apropriação".

## Em negócios e marketing
Em um artigo para a revista Time, a jornalista Alana Semuels detalhou o fenômeno do "woke capitalism" (capitalismo desperto), no qual as marcas tentaram incluir mensagens de consciência social nas campanhas publicitárias. No artigo, ela citou o exemplo de Colin Kaepernick liderando uma campanha da Nike com o slogan “Acredite em algo, mesmo que isso signifique sacrificar tudo”, depois que Kaepernick causou polêmica ao se recusar a cantar o hino nacional dos EUA como um protesto contra o racismo. O termo "wokeness corporative" também foi usado pelo escritor conservador Ross Douthat.

## Críticas
Tanto a palavra quanto o conceito de cultura ou política woke foram sujeitos a paródias e críticas de comentaristas de ambos os lados do espectro político que descreveram o termo como pejorativo ou sinônimo de política de identidade radical, disputa racial, formas extremas de politicamente correto, cultura do cancelamento, censura, sinalização de virtude e como parte de uma guerra cultural geral.
O autor conservador britânico Douglas Murray expressa críticas ao ativismo moderno pela justiça social e "políticas woke" em seu livro The Madness of Crowds: Gender, Race and Identity. Ele também argumentou que woke é um movimento com objetivos razoáveis, mas que é "meio sobrecarregado e, portanto, muitas pessoas têm zombado do woke nos últimos anos e muitas pessoas não gostam de ser descritas como woke (acordada)". Em 2019, Brendan O'Neill, editor da revista Spiked, descreveu os indivíduos que promovem a política woke como pessoas que tendem a ser identitárias, censuradoras e puritanas em seu pensamento ou um "guerreiro cultural que não consegue aceitar o fato de que existem pessoas no mundo que discordam dele". Ele também afirmou que a política woke é uma "forma mais cruel de correção política".
O ex-presidente dos Estados Unidos, Barack Obama, expressou comentários que foram interpretados como uma crítica à cultura woke, afirmando que "essa ideia de pureza e de que você nunca se compromete e está politicamente acordado, e todas essas coisas — você deve superar isso rapidamente. O mundo é uma bagunça. Existem ambiguidades. Pessoas que fazem coisas realmente boas têm falhas".
Em 2023, a filósofa americana Susan Neiman lançou uma obra crítica ao movimento Woke chamada A esquerda não é Woke, demonstrando que o racismo do movimento Woke levava a quebra da universalidade do pensamento de esquerda. 
Na cultura lusófona, as críticas mais contundentes estão em torno dos teóricos João Bernardo, Antonio Risério e Claudinei Cássio de Rezende.